# Aponogeton undulatus
Aponogeton undulatus là một loài thực vật có hoa trong họ Aponogetonaceae. Loài này được Roxb. mô tả khoa học đầu tiên năm 1832.